# Mateusz Grudziński
Mateusz Grudziński (ur. 20 czerwca 2000 w Mińsku Mazowieckim) – polski piłkarz, występujący na pozycji środkowego obrońcy w Miedzi Legnica.

## Klub

### Początki
Wychowanek akademii Legii Warszawa, z której przedostał się do zespołu U-19 stołecznego klubu. Z nim zagrał 25 spotkań, pięć razy trafił do siatki i trzy razy zaliczał ostatnie podania.
Od 1 lutego 2019 roku do końca sezonu 2018/19 był wypożyczony do Victorii Sulejówek.

### Legia II Warszawa
1 lipca 2019 roku Mateusz Grudziński został formalnie przeniesiony do drugiej drużyny Legii, lecz zadebiutował w niej wcześniej – 14 czerwca 2017 roku w meczu przeciwko Mazurowi Ełk (1:2 dla klubu z północy kraju). Wtedy wszedł na boisko w 69. minucie (zastąpił Bartosza Zychowicza) i strzelił gola bezpośrednio z rzutu wolnego w 84. minucie. Pierwsze w tym zespole ostatnie podanie 13 kwietnia 2022 roku w meczu przeciwko Broni Radom (3:1 dla zespołu z Radomia). Asystował przy golu Wiktora Kamińskiego w 89. minucie, ponadto nie wykorzystał „jedenastki”. Łącznie do 8 maja 2022 roku zagrał 29 meczów, strzelił 5 goli i raz asystował.

### Legia Warszawa
19 lipca 2020 roku Mateusz Grudziński zadebiutował w pierwszym zespole Legii Warszawa. Jego zespół grał przeciwko Pogoni Szczecin (1:2 dla Portowców), a Grudziński wszedł w 80. minucie meczu, zastępując Radosława Cielemęckiego. Legia w ówczesnym sezonie zdobyła mistrzostwo kraju. Łącznie do 8 maja 2022 roku rozegrał w pierwszym zespole dwa spotkania.

#### Wypożyczenie do Zagłębia Sosnowiec
13 sierpnia 2020 roku został wypożyczony do Zagłębia Sosnowiec na okres pół roku. W tym zespole zadebiutował 29 sierpnia 2020 roku w meczu przeciwko Bruk-Betowi Termalice Nieciecza (1:0 dla zespołu z Niecieczy). Na boisku spędził pełne 90 minut. Pierwszego gola w barwach klubu z Sosnowca strzelił 3 października 2020 roku w meczu przeciwko Sandecji Nowy Sącz (3:0 dla Zagłębia). Do bramki trafił w 20. minucie, a dodatkowo w 43. dostał żółtą kartkę. Łącznie na tym wypożyczeniu zagrał 14 meczów i raz umieścił piłkę w siatce.

#### Drugie wypożyczenie – do Zniczu Pruszków
27 stycznia 2021 roku został wypożyczony do końca sezonu do Zniczu Pruszków. W podwarszawskim zespole zadebiutował 27 lutego 2021 roku w meczu przeciwko Wigrom Suwałki (1:2 dla zespołu z najzimniejszego miasta Polski). Rozegrał całe spotkanie. Po raz pierwszy trafił do siatki 27 marca 2022 roku w meczu przeciwko Sokołowi Ostróda (2:1 dla pruszkowian). Mateusz Grudziński wyrównał stan spotkania w 35. minucie spotkania. Pierwszą asystę obrońca zaliczył 14 kwietnia 2021 roku w spotkaniu przeciwko rezerwom Lecha Poznań (2:5 dla Znicza). Ostatnie podanie zaliczył w 25. minucie przy golu Macieja Firleja. W zespole spod Warszawy zagrał 19 meczów, raz trafił do siatki, a dwa razy zaliczał ostatnie podania.

#### Trzecie wypożyczenie – do Radomiaka Radom
21 lipca 2021 roku włodarze Legii Warszawa ponownie postanowili o wypożyczeniu Grudzińskiego, tym razem wybór padł na Radomiak Radom. W tym zespole po raz pierwszy wystąpił 22 września 2021 roku w meczu przeciwko Górnikowi Zabrze (2:0 dla Ślązaków). Grudziński na lewej obronie spędził całe spotkanie. To był jego jedyny występ w barwach Radomiaka, w lidze nie zagrał ani razu.